# J. League Division 1 2007
La temporada de 2006 de la J. League fue el decimoquinto campeonato profesional de Japón celebrado en el país. Tuvo lugar desde el 3 de marzo hasta el 1 de diciembre de 2007, y contó con dieciocho equipos en J1 y trece en J2.
El vencedor de ese año fue Kashima Antlers.

## Ascensos y descensos
| Pos | Ascendidos de la J. League Division 2 2006 |
| --- | ------------------------------------------ |
| 1.º | Yokohama F.C.                              |
| 2.º | Kashiwa Reysol                             |
| 3.º | Vissel Kobe                                |

| Pos  | Descendidos en la temporada 2006 |
| ---- | -------------------------------- |
| 16.º | Avispa Fukuoka                   |
| 17.º | Cerezo Osaka                     |
| 18.º | Kyoto Purple Sanga               |

## Sistema del campeonato
El campeón de liga se clasifica para la Liga de Campeones de la AFC. En cuanto al descenso, los dos últimos perdían la categoría mientras que el antepenúltimo disputaba una promoción a ida y vuelta frente al tercer clasificado de la J2.

### Equipos de la J. League 1
| - Albirex Niigata - FC Tokyo - JEF United Ichihara Chiba - Gamba Osaka - Júbilo Iwata - Kashima Antlers |  | - Kashiwa Reysol - Kawasaki Frontale - Nagoya Grampus Eight - Oita Trinita - Omiya Ardija - Sanfrecce Hiroshima |  | - Shimizu S-Pulse - Urawa Red Diamonds - Ventforet Kofu - Vissel Kobe - Yokohama F. Marinos - Yokohama FC |

### Equipos de la J. League 2
| - Avispa Fukuoka - Cerezo Osaka - Consadole Sapporo - Ehime FC - Kyoto Sanga |  | - Mito HollyHock - Montedio Yamagata - Sagan Tosu - Shonan Bellmare |  | - Thespa Kusatsu - Tokushima Vortis - Tokyo Verdy 1969 - Vegalta Sendai |

El sistema de competición en la J1 y la J2 es de liga regular. La J1 disputaba ida y vuelta, mientras que la J2 jugaba el doble de partidos (cuatro fases) con dos idas y dos vueltas. El sistema de puntuación es 3 puntos por victoria, 1 por empate y 0 por la derrota.

## J. League 1
El año 2007 estuvo marcado por la victoria de Urawa Red Diamonds en la Liga de Campeones de la AFC y su posterior aparición en la Copa Mundial de Clubes de la FIFA 2007, donde quedó en tercera posición. El desarrollo de la liga resultó bastante competitivo y volvió a generar interés internacional tanto en los jugadores japoneses como en los equipos del campeonato. La J. League, con la intención de aumentar la importancia de su liga en Asia, adaptó su calendario a las competiciones internacionales. Por ello, los equipos japoneses comenzaron a competir tanto en las competiciones internacionales como las nacionales en lugar de reservarse sólo para la J. League, como hacían anteriormente.
El campeonato estuvo dominado por Kashima Antlers, que volvió a vencer en Liga tras una reestructuración de su plantilla y una apuesta por la cantera. Hubo una mayor igualdad que en la temporada anterior, pero la lucha por el título se convirtió en cosa de tres: Kashima, Urawa Red Diamonds y Gamba Osaka. Los tres equipos consiguieron su clasificación para la Liga de Campeones porque Antlers tenía plaza reservada como ganadores de Copa y Urawa como campeones de la competición internacional.
En la zona de descenso Yokohama FC batió un récord negativo al ser el equipo que perdió su categoría de forma más rápida, ganando tan solo cuatro partidos en esa campaña. Le acompañó Ventforet Kofu, mientras que Sanfrecce Hiroshima tendría que jugar la promoción para evitar bajar a J2.

### Clasificación
| Pos. | Equipo               | Pts. | PJ | G  | E  | P  | GF | GC | Dif. | Clasificación o descenso                          |
| ---- | -------------------- | ---- | -- | -- | -- | -- | -- | -- | ---- | ------------------------------------------------- |
| 1    | Kashima Antlers (C)  | 72   | 34 | 22 | 6  | 6  | 60 | 36 | +24  | Clasificado a la Liga de Campeones de la AFC 2008 |
| 2    | Urawa Red Diamonds   | 70   | 34 | 20 | 10 | 4  | 55 | 28 | +27  | Clasificado a la Liga de Campeones de la AFC 2008 |
| 3    | Gamba Osaka          | 67   | 34 | 19 | 10 | 5  | 71 | 37 | +34  | Clasificado a la Liga de Campeones de la AFC 2008 |
| 4    | Shimizu S-Pulse      | 61   | 34 | 18 | 7  | 9  | 53 | 36 | +17  |                                                   |
| 5    | Kawasaki Frontale    | 54   | 34 | 14 | 12 | 8  | 66 | 48 | +18  |                                                   |
| 6    | Albirex Niigata      | 51   | 34 | 15 | 6  | 13 | 48 | 47 | +1   |                                                   |
| 7    | Yokohama F. Marinos  | 50   | 34 | 14 | 8  | 12 | 54 | 35 | +19  |                                                   |
| 8    | Kashiwa Reysol       | 50   | 34 | 14 | 8  | 12 | 43 | 36 | +7   |                                                   |
| 9    | Júbilo Iwata         | 49   | 34 | 15 | 4  | 15 | 54 | 55 | −1   |                                                   |
| 10   | Vissel Kobe          | 47   | 34 | 13 | 8  | 13 | 58 | 48 | +10  |                                                   |
| 11   | Nagoya Grampus Eight | 45   | 34 | 13 | 6  | 15 | 43 | 45 | −2   |                                                   |
| 12   | F.C. Tokyo           | 45   | 34 | 14 | 3  | 17 | 49 | 58 | −9   |                                                   |
| 13   | JEF United Chiba     | 42   | 34 | 12 | 6  | 16 | 51 | 56 | −5   |                                                   |
| 14   | Oita Trinita         | 41   | 34 | 12 | 5  | 17 | 42 | 60 | −18  |                                                   |
| 15   | Omiya Ardija         | 35   | 34 | 8  | 11 | 15 | 24 | 40 | −16  |                                                   |
| 16   | Sanfrecce Hiroshima  | 32   | 34 | 8  | 8  | 18 | 44 | 71 | −27  | Promoción J1/J2                                   |
| 17   | Ventforet Kofu       | 27   | 34 | 7  | 6  | 21 | 33 | 65 | −32  | Descendido a J. League Division 2 2008            |
| 18   | Yokohama F.C.        | 16   | 34 | 4  | 4  | 26 | 19 | 66 | −47  | Descendido a J. League Division 2 2008            |

 Fuente: J. League Data Site: 2007 J.LEAGUE Division 1 League table
Criterios de clasificación: 1) puntos; 2) diferencia de goles; 3) número de goles marcados; 4) resultados entre los equipos en cuestión.
Notas:
1. ↑  Gamba Osaka se clasificó para la Liga de Campeones de la AFC 2008 por ser subcampeón de la J. League Division 1 2007, ya que Kashima Antlers ganó este torneo y la Copa del Emperador 2007. Por otro lado, Urawa Red Diamonds se clasificó para Liga de Campeones de la AFC 2008 como campeón vigente; originalmente, se encontraba clasificado como vencedor de la Copa del Emperador 2006.

Sistema de puntuación: Victoria = 3 puntos; Empate (E) = 1 punto; Derrota = 0 puntos
|                                    |
|                                    |
| Campeón Kashima Antlers 5.º título |

## J. League 2
A diferencia de las dos temporadas anteriores, la edición del año 2007 de la J2 mostró competitividad entre la mayoría de equipos. Tras el éxito de Yokohama FC la temporada pasada, muchos equipos comenzaron a fichar jugadores veteranos o solicitaron la cesión de jóvenes promesas a equipos de la J1.
El principal dominador fue Consadole Sapporo, con una estrategia a largo plazo para recomponer su situación deportiva y financiera que dio sus frutos en 2007 con el liderazgo del campeonato. A diferencia de otros clubes, Sapporo apostó por jugadores juveniles de su cantera para lograr su objetivo. Le acompañó Tokyo Verdy 1969, que invirtió en deportistas veteranos y extranjeros como el delantero Hulk, que anotó 37 goles. Por otra parte Kyoto Sanga, que cambió su nombre ese año, se clasificó para la promoción y volvió a ascender al vencer a Sanfrecce Hiroshima.
Para la siguiente temporada la J2 contaría con dos nuevos equipos procedentes de la JFL: Rosso Kumamoto y FC Gifu.

### Clasificación
| Puesto | Equipo            | Ptos | V  | E  | P  | GF | GC | DG  | Nota            |
| ------ | ----------------- | ---- | -- | -- | -- | -- | -- | --- | --------------- |
| 1      | Consadole Sapporo | 91   | 27 | 10 | 11 | 66 | 45 | +21 | Asciende        |
| 2      | Tokyo Verdy 1969  | 89   | 26 | 11 | 11 | 90 | 57 | +33 | Asciende        |
| 3      | Kyoto Sanga       | 86   | 24 | 14 | 10 | 80 | 59 | +21 | Promoción J1-J2 |
| 4      | Vegalta Sendai    | 83   | 24 | 11 | 13 | 72 | 54 | +18 |                 |
| 5      | Cerezo Osaka      | 80   | 24 | 8  | 16 | 72 | 55 | +17 |                 |
| 6      | Shonan Bellmare   | 77   | 23 | 8  | 17 | 72 | 55 | +17 |                 |
| 7      | Avispa Fukuoka    | 73   | 22 | 7  | 19 | 77 | 61 | +16 |                 |
| 8      | Sagan Tosu        | 72   | 21 | 9  | 18 | 63 | 66 | -3  |                 |
| 9      | Montedio Yamagata | 58   | 15 | 13 | 20 | 46 | 56 | -10 |                 |
| 10     | Ehime FC          | 45   | 12 | 9  | 27 | 39 | 66 | -27 |                 |
| 11     | Thespa Kutatsu    | 42   | 7  | 21 | 20 | 42 | 71 | -29 |                 |
| 12     | Mito HollyHock    | 34   | 8  | 10 | 30 | 32 | 70 | -38 |                 |
| 13     | Tokushima Vortis  | 33   | 6  | 15 | 27 | 31 | 67 | -36 |                 |

Sistema de puntuación: Victoria = 3 puntos; Empate (E) = 1 punto; Derrota = 0 puntos

### Promoción por el ascenso
| 5 de diciembre de 2007 |  | Kyoto Sanga         | 2 | - | 1 | Sanfrecce Hiroshima |  | Estadio Nishikyogoku |
| 8 de diciembre de 2007 |  | Sanfrecce Hiroshima | 0 | - | 0 | Kyoto Sanga         |  | Hiroshima Big Arch   |

## Premios

### Individuales
- Jugador más valioso del campeonato: Robson Ponte (Urawa Red Diamonds)
- Máximo goleador: Juninho, 22 goles (Kawasaki Frontale)
- Mejor debutante: Takanori Sugeno (Yokohama FC)
- Mejor entrenador: Oswaldo de Oliveira (Kashima Antlers)
- Premio al juego limpio: Daisuke Sakata (Yokohama F. Marinos), Teruyoshi Ito (Shimizu S-Pulse) y Hisato Satō (Sanfrecce Hiroshima)

### Mejor once inicial
| Posición | Futbolista          | Club               | País              |
| -------- | ------------------- | ------------------ | ----------------- |
| GK       | Ryōta Tsuzuki       | Urawa Red Diamonds | Bandera de Japón  |
| DF       | Daiki Iwamasa       | Kashima Antlers    | Bandera de Japón  |
| DF       | Marcus Tulio Tanaka | Urawa Red Diamonds | Bandera de Japón  |
| DF       | Satoshi Yamaguchi   | Gamba Osaka        | Bandera de Japón  |
| MF       | Yuki Abe            | Urawa Red Diamonds | Bandera de Japón  |
| MF       | Keita Suzuki        | Urawa Red Diamonds | Bandera de Japón  |
| MF       | Robson Ponte        | Urawa Red Diamonds | Bandera de Brasil |
| MF       | Kengo Nakamura      | Kawasaki Frontale  | Bandera de Japón  |
| MF       | Yasuhito Endō       | Gamba Osaka        | Bandera de Japón  |
| FW       | Juninho             | Kawasaki Frontale  | Bandera de Brasil |
| FW       | Baré                | Gamba Osaka        | Bandera de Brasil |